# Móré János
Móré János (Debrecen, 1910. június 20. – Debrecen, 1992. december 27.) válogatott labdarúgó, fedezet, edző.

## Pályafutása

### Klubcsapatban
1933-ig a Bocskai labdarúgója volt. 1933 és 1936 között a Ferencvárosban játszott. A Fradiban összesen 130 mérkőzésen szerepelt (66 bajnoki, 61 nemzetközi, 3 hazai díjmérkőzés) és 24 gólt szerzett (17 bajnoki, 7 egyéb).

### A válogatottban
1933 és 1934 között három alkalommal szerepelt a válogatottban. Tagja volt az 1934-es olaszországi világbajnokságra készülő magyar csapat bővebb keretének, de végül nem nevezték.

## Sikerei, díjai
- Magyar bajnokság
  - bajnok: 1933–34
  - 2.: 1934–35, 1936–37
  - 3.: 1935–36
- Magyar kupa
  - győztes: 1935
- Közép-európai kupa (KK)
  - döntős: 1935

## Statisztika

### Mérkőzései a válogatottban
| Magyarország | Magyarország      | Magyarország     | Magyarország  | Magyarország | Magyarország | Magyarország | Magyarország | Magyarország |
| #            | Dátum             | Helyszín         | Hazai         | Eredmény     | Vendég       | Kiírás       | Gólok        | Esemény      |
| ------------ | ----------------- | ---------------- | ------------- | ------------ | ------------ | ------------ | ------------ | ------------ |
| 1.           | 1933. július 2.   | Stockholm        | Svédország    | 5 – 2        | Magyarország | barátságos   | -            |              |
| 2.           | 1934. április 15. | Bécs, Hohe Warte | Ausztria      | 5 – 2        | Magyarország | barátságos   | -            |              |
| 3.           | 1934. április 29. | Prága            | Csehszlovákia | 2 – 2        | Magyarország | Európa-kupa  | -            |              |
|              | Összesen          |                  |               | 3            | mérkőzés     |              | 0            | gól          |